# Scutum
Scutum je bil standardni ščit rimskih legionarjev (razen velitov).
Visok je bil 1,2 m in širok 74 cm. Sam ščit je bil narejen iz prepletenih in zlepljenih dveh plasti lesenih deščic, tako da je ščit dosegel debelino 2-3 cm na robovih. Dolgo časa je bil ščit ovalen, kasneje pa je postal pravokoten. 
Da so zagotovili trdno strukturo, je po sredini ščita (na zunanji strani) potekala t. i. železna štrlina (umbo), ki je bila namenjena utrditvi ščita in odbijanju sovražnikovih mečev, kopij, sulic,... Na notranji strani sta bila pritrjena dva usnjena jermena, skozi katera je legionar vstavil svojo levo roko.